# Ibram X. Kendi
Pour les articles homonymes, voir Rogers.
 (janvier 2021).
La mise en forme du texte ne suit pas les recommandations de Wikipédia : il faut le « wikifier ».
Les points d'amélioration suivants sont les cas les plus fréquents. Le détail des points à revoir est peut-être précisé sur la page de discussion.
- Les titres sont pré-formatés par le logiciel. Ils ne sont ni en capitales, ni en gras.
- Le texte ne doit pas être écrit en capitales (les noms de famille non plus), ni en gras, ni en italique, ni en « petit »…
- Le gras n'est utilisé que pour surligner le titre de l'article dans l'introduction, une seule fois.
- L'italique est rarement utilisé : mots en langue étrangère, titres d'œuvres, noms de bateaux, etc.
- Les citations ne sont pas en italique mais en corps de texte normal. Elles sont entourées par des guillemets français : « et ».
- Les listes à puces sont à éviter, des paragraphes rédigés étant largement préférés. Les tableaux sont à réserver à la présentation de données structurées (résultats, etc.).
- Les appels de note de bas de page (petits chiffres en exposant, introduits par l'outil «  Source ») sont à placer entre la fin de phrase et le point final[comme ça].
- Les liens internes (vers d'autres articles de Wikipédia) sont à choisir avec parcimonie. Créez des liens vers des articles approfondissant le sujet. Les termes génériques sans rapport avec le sujet sont à éviter, ainsi que les répétitions de liens vers un même terme.
- Les liens externes sont à placer uniquement dans une section « Liens externes », à la fin de l'article. Ces liens sont à choisir avec parcimonie suivant les règles définies. Si un lien sert de source à l'article, son insertion dans le texte est à faire par les notes de bas de page.
- La présentation des références doit suivre les conventions bibliographiques. Il est recommandé d'utiliser les modèles {{Ouvrage}}, {{Chapitre}}, {{Article}}, {{Lien web}} et/ou {{Bibliographie}}. Le mode d'édition visuel peut mettre en forme automatiquement les références.
- Insérer une infobox (cadre d'informations à droite) n'est pas obligatoire pour parachever la mise en page.

Pour une aide détaillée, merci de consulter Aide:Wikification.
Si vous pensez que ces points ont été résolus, vous pouvez retirer ce bandeau et améliorer la mise en forme d'un autre article.
Ibram Xolani Kendi (né Ibram Henry Rogers, 13 août 1982) est un auteur et universitaire américain, un militant antiraciste et un historien des politiques de discrimination et de race aux États-Unis,,. En juillet 2020, il devint directeur du Centre de recherches antiracistes de l'université de Boston.
Kendi figure dans la liste des 100 personnalités les plus influentes en 2020 dans Time Magazine.
La principale thèse de Kendi est que toute personne n'étant pas ouvertement antiraciste est raciste, il n'y a pas de compromis possible. En effet, pour Kendi, la racine du racisme systémique est la négation de son propre racisme à une échelle individuelle et dire « Je ne suis pas raciste » est une forme de suprémacisme blanc.

## Jeunesse et éducation
Kendi est né dans le quartier de Jamaica à New York dans le Queens,,, il est le fils de Carol Rogers, une analyste pour une organisation de santé publique, et de Larry Rogers, un comptable fiscal puis chapelain d'hôpital. Ses parents sont présentement à la retraite et pasteurs de l'Église méthodistes,. Il a un frère aîné, Akil.
Il fréquenta des écoles privées chrétiennes à Queens. À l'âge de 15 ans, il s'installa avec sa famille à Manassas, en Virginie en 1997 et fréquenta la Stonewall Jackson High School pendant trois ans, jusqu'en 2000,.
En 2005, Kendi obtint un double diplôme B.S. en études africaines-américaines et en production de magazines de l'université de Floride A&M. En 2007, Kendi obtînt un Master of Arts (M.A.) et en  2010 un doctorat (Ph.D.) en études africaines-américaines de l'université Temple.

## Carrière

### Enseignement
De 2008 à 2012, Kendi fut professeur assistant d'histoire du département d'études africaines et Latino-Américaines de l'université d’État de New York à Oneonta. De 2012 à 2015, Kendi fut professeur assistant d'études africaines aux département d'études africaines ainsi qu'au département d'histoire à l'université SUNY d'Albany. De 2013 à 2014, Kendi était chercheur invité au département d'études africaines de Brown University, où il enseigna en tant que professeur assistant à l'automne 2014.
De 2015 à 2017, Kendi était professeur assistant à l'université de Floride dans le programme d’études africaines-américaines du département d'histoire,,.
En 2017, Kendi devint professeur d'histoire et de relations internationales au College of Arts and Sciences (CAS) et à la School of International Service (SIS) à l'American University à Washington. En septembre 2017, Kendi fonda le Antiracist Research and Policy Center at American University (Centre de Recherches sur les Politiques Antiracistes), dont il est le directeur. En juin 2020, il fut annoncé qu'il joindrait Boston University en tant que professeur d'histoire. En acceptant ce poste, Kendi accepta de transférer le Centre de Recherche Antiraciste de l' American University à Boston University, où il sera directeur-fondateur du Centre de Recherches Antiracistes de Boston University,.
En 2020–2021, Kendi sera le Frances B. Cashin Fellow au Radcliffe Institute for Advanced Study à l'université Harvard.

### Écrits
Kendi a publié des essais dans des livres ainsi que dans des magazines académiques, parmi lesquels The Journal of African American History, Journal of Social History, Journal of Black Studies, Journal of African American Studies, et The Sixties: A Journal of History, Politics and Culture. Kendi a également publié des contributions dans le magazine The Atlantic.
Il est l'auteur de cinq livres :
- The Black Campus Movement: Black Students and the Racial Reconstitution of Higher Education, 1965–1972
- Stamped from the Beginning: The Definitive History of Racist Ideas in America[20]
- How to Be an Antiracist
- STAMPED: Racism, Antiracism, and You
- Antiracist Baby[9]

En 2016, Kendi obtint le prestigieux National Book Award pour Stamped from the Beginning, publié par Nation Books. Il fut le plus jeune auteur à jamais remporter ce prix. Le titre est dérivé d'un discours prononcé en 1860 par Jefferson Davis au Sénat des États-Unis,. Le livre est construit autour de la vie de figures historiques, notamment Cotton Mather, Thomas Jefferson, William Lloyd Garrison et W.E.B. Du Bois, ainsi que d'Angela Davis.

#### How to Be an Antiracist
Best-seller #1 sur la liste du New York Times en 2020, How to Be an Antiracist est à ce jour le livre le plus connu de Kendi.
Le professeur Jeffrey C. Stewart l'a caractérisé comme étant « le livre le plus courageux à ce jour sur le problème racial dans la pensée occidentale ». Afua Hirsch a fait l'éloge de la démarche d'introspection du livre qui s'accorde au présent contexte d'événements politiques. Cependant, Andrew Sullivan et Coleman Hughes, dans le City Journal, en ont donné des critiques négatives. Ils critiquèrent l'idée de Kendi de transférer une partie importante de l'activité de supervision gouvernementale à un Département d'Antiracisme, une proposition qualifiée d'« ouvertement totalitaire » par Hughes,.

### Honneurs et distinctions
- 2016 : National Book Award for Non-Fiction, Stamped from the Beginning: The Definitive History of Racist Ideas in America — National Book Foundation[21].
- 2019 : Guggenheim Fellowship, U.S. History — John Simon Guggenheim Memorial Foundation[29]
- 2019 : 15e Africain-Américain entre 25 et 45 ans le plus influent selon The Root 100[22]
- 2020 : Frances B. Cashin Fellowship, du Radcliffe Institute for Advanced Study — université Harvard[18]
- 2020 : Time 100 liste des Personnalités les plus influentes[22]

## Commentaire politique

### Sur les Blancs
Kendi affirme ne pas haïr les Blancs,. Dans un post de blog rédigé à 21 ans, alors étudiant, il estime que les Européens sont une race humaine à part (« Europeans are simply a different breed of human. ») qui seraient socialisés pour être agressifs, violents et racistes (« They are socialized to be aggressive people. They are taught to live by the credo, “survival of the fittest.” They are raised to be racist. »),. Il y explique que les Blancs ne représentent que 10% de la population mondiale et ont des gènes récessifs, ce qui en ferait une espèce en voie d’extinction (« Caucasians make up only 10 percent of the world’s population and that small percentage of people have recessive genes. Therefore they’re facing extinction. »). Il y défend que les Blancs auraient utilisé le SIDA et les techniques de clonage pour tenter de remédier à ce déséquilibre démographique (« Whites have tried to level the playing field with the AIDS virus and cloning, but they know these deterrents will only get them so far. »),.
Dans son livre How to Be an Antiracist, Kendi s'oppose à toute forme de racisme antiblanc et dénonce les croyances qu’il avait auparavant exprimées dans son post de blog sur les Blancs. Il rejette l'idée que les Noirs ne peuvent pas être racistes parce qu'ils n'ont pas le pouvoir.

### Sur le capitalisme
Kendi pense que le capitalisme est essentiellement raciste et que le racisme est essentiellement capitaliste.
Kendi se définit comme anticapitaliste mais ne s'identifie pas au socialisme ou au communisme.

### Sur les tests d'intelligence
Kendi estime que les tests de QI et les SAT demandés par les universités américaines contribuent à propager des idées racistes car les Noirs obtiennent des moins bons scores que les autres races à ces tests. Kendi affirme que ces tests servent avant tout à humilier et exclure les Noirs. Il critique Francis Galton, Lewis Terman et Charles Murray.

### Changement de politique vs éducation
Kendi affirme que les résultats des mesures politiques sont de la plus haute importance pour évaluer et mettre en œuvre l'égalité raciale. Disant: “Pendant tout ce temps, nous avons chercher à changer les gens, alors que nous devrions en fait changer les mesures politiques." S'exprimant en novembre 2020 devant l' Alliance for Early Success, à la question si cela signifie qu'il faille tolérer des comportements et des attitudes racistes si cela peut mener à la conquête de mesures politiques antiracistes, Kendi répondit par l'affirmative. “Je veux que les choses changent pour des millions de personnes – des millions d'enfants – au lieu d'essayer de changer un individu en particulier.”

### COVID-19 et manifestations en faveur de George Floyd
La 27 mai, 2020, Kendi s'est adressé à une commission de la Chambre des Représentants au sujet de l'impact disproportionné du COVID-19 sur la population africaine-américaine, en précisant : « Il s'agit d'une pandémie raciale au milieu de la pandémie virale »,,.
Kendi fustige depuis longtemps les meurtres d'hommes et de femmes africains-américains avec des implications policières. En 2020, dans une interview au The New York Times durant les manifestations après le meurtre de George Floyd, Kendi a décrit l'état d'esprit des États-Unis durant les manifestations comme étant « un moment marquant, significatif, de l'effort antiraciste ».
Avant les manifestations, Kendi a publié une proposition d'Amendement à la Constitution des États-Unis pour établir et financer un Département d'Anti-Racisme (DOA). Ce département aurait la responsabilité de « pré-approuver toutes les mesures de politique publique locales, d'états, et fédérales pour assurer qu'elles ne mèneront pas à des iniquités raciales, de surveiller ces politiques, de mener des enquêtes, étant investi des outils disciplinaires pouvait être employés pour contraindre ou s'opposer aux législateurs et aux fonctionnaires qui ne changeraient pas volontairement leurs politiques et leurs idées racistes ».

## Critique
Le concept d'antiracisme de Kendi est controversé,. Les ouvrages de Kendi ont été critiqués par la droite américaine, notamment le blogueur Andrew Sullivan et le militant conservateur Christopher Rufo.

## Vie personnelle
En 2013, Kendi épousa Sadiqa Kendi, médecin aux urgences pédiatriques, en Jamaïque lors d'une cérémonie à laquelle officiaient les parents de Kendi. Le mariage s'acheva avec l'instauration cérémonielle de leur nouveau nom patronymique, « Kendi », signifiant « l'aimé » dans le langage du peuple Meru du Kenya. Kendi changea son nom médian en to Xolani, un mot des langues Xhosa et Zouloues signifiant « paix »,.
En janvier 2018, une coloscopie indiqua que Kendi souffrait d'un cancer. D'autres examens révélèrent qu'il avait un cancer du colon de stade 4 avec des métastases dans le foie. Après six mois de chimiothérapie et une intervention chirurgicale, Kendi fut déclaré guéri de son cancer.
Kendi est végan.

## Sélection d'ouvrages et de publications

### Livres
- 2012 : The Black Campus Movement: Black Students and the Racial Reconstitution of Higher Education, 1965-1972. New York: Palgrave Macmillan.  (ISBN 978-1-137-01650-8). (OCLC 795781224).
- 2016 : Stamped from the Beginning: The Definitive History of Racist Ideas in America. New York: Nation Books.  (ISBN 978-1-568-58464-5). (OCLC 946615694). Publié en français : Racisme : une autre histoire de l'Amérique, Alisio, 2022
- 2019 : How to Be An Antiracist. New York: One World.  (ISBN 978-0-525-50929-5). (OCLC 1112221532). Publié en français : Comment devenir antiraciste, Alisio, 2020
- 2020 : STAMPED: Racism, Antiracism, and You, with Jason Reynolds. New York: Little, Brown and Company.  (ISBN 978-0-316-45367-7). (OCLC 1140447496).
- 2020 : Antiracist Baby, illustrated by Ashley Lukashevsky. New York: Kokila.  (ISBN 978-0-593-11050-8). (OCLC 1143836565).

### Sélection de papiers académiques
- 2008 : "Required Service-Learning Courses: A Disciplinary Necessity to Preserve the Decaying Social Mission of Black Studies" (as Ibram Rogers). Journal of Black Studies 40(6):1119–35. DOI 10.1177/0021934708325734. Modèle:S2CID.
- 2014 : "Nationalizing Resistance: Race and New York in the 20th Century". New York History 95(4):537–42. DOI 10.1353/nyh.2014.0000. Modèle:S2CID.
- 2018 (15 juillet) : "Black Doctoral Studies: The Radically Antiracist Idea of Molefi Kete Asante". Journal of Black Studies 49(6):542–58. DOI 10.1177/0021934718786124. Modèle:S2CID.
- 2019 (décembre) : "There is no such thing as race in health-care algorithms [PDF]". The Lancet Digital Health 1(8):e375. DOI 10.1016/S2589-7500(19)30201-8.

### Sélection de publications
- 2016 (22 janvier) : "Reclaiming MLK's Unspeakable Nightmare: The Progression of Racism in America". Black Perspectives. African American Intellectual History Society (AAIHS).
- 2016 (8 avril) : "An Intellectual History of a Book Title: Stamped from the Beginning". Black Perspectives. AAIHS.
- 2017 (2 juillet) : "Analysis: The Civil Rights Act was a victory against racism. But racists also won". The Washington Post.
- 2017 (13 novembre) : "Perspective: Trump sounds ignorant of history. But racist ideas often masquerade as ignorance". The Washington Post.
- 2018 (13 janvier) : "Opinion: The Heartbeat of Racism Is Denial". The New York Times.
- 2018 (6 décembre) : "This is what an antiracist America would look like. How do we get there?". The Guardian.
- 2019 (10 janvier) : "What I Learned From Cancer". The Atlantic.
- 2019 (19 juin) : "There Is No Middle Ground on Reparations". The Atlantic.
- 2020 (4 mai) : "We're Still Living and Dying in the Slaveholders' Republic". The Atlantic.
- 2020 (1er juin) : "The American Nightmare". The Atlantic.

### Enregistrements vidéo
- 2016 (16 déecembre) : "Commencement Speech: Are you an intellectual?" University of Florida.
- 2018 (8 février) : “Prof. Ibram X. Kendi: Stamped From the Beginning: The Definitive History of Racist Ideas in America” [1:28:57]. National History Center, American Historical Association. via YouTube.
- 2018 (18 mai) : “MLTalks: Ibram X. Kendi in conversation with Danielle Wood” [1:35:00]. MIT Media Labs. via YouTube.
- 2019 (26 juin) : “How to be an Antiracist” [54:53]. Aspen Ideas Festival. Aspen, CO: The Aspen Institute. via YouTube.
- 2019 (18 septembre) : “Ibram X. Kendi on How to be an Antiracist, at UC Berkeley | #400Years” [2:04:29]. Othering & Belonging Institute, UC Berkeley. via YouTube.